# Бабагайское муниципальное образование
Бабагайское сельское поселение — муниципальное образование со статусом сельского поселения в Заларинском районе Иркутской области России.
Административный центр — посёлок Бабагай.

## Демография
По результатам Всероссийской переписи населения 2010 года
численность населения муниципального образования составила 948 человек, в том числе 482 мужчины и 466 женщин.

## Населённые пункты
В состав муниципального образования входят населённые пункты
- Бабагай
- Участок Жизневка
- Исаковка
- Участок Мариинск
- Муруй[2]